# Хитори
Хитори (яп. ひとりにしてくれ, в переводе — один человек) — японская логическая головоломка, опубликованная разработчиком Nikoli.

## Правила
Игровое поле состоит из прямоугольника (квадрата), разбитого на единичные квадратики, каждый из которых содержит одно число. Нужно закрасить некоторые из них по определенным правилам:
- в каждой строке и столбце среди незакрашенных клеток не должно быть одинаковых цифр;
- закрашенные ячейки не могут иметь общих сторон;
- незакрашенные ячейки должны формировать связную систему (то есть с каждой из них можно дойти до любой другой, двигаясь по вертикали или горизонтали)

## Основные ходы
- Если клетка закрашена, то все соседние с ней не являются таковыми. Их удобно обводить кружочком.
- Если ячейка не закрашена, значит, все ячейки с тем же номером в соответствующих столбце и строке должны быть закрашенными.
- Если ячейка отделяет белую часть сетки при закрашивании (то есть сделает ее несвязной), значит, ее закрашивать не надо.
- Если три одинаковых числа идут подряд, центральное должно быть не закрашенным, другие - окрашены. Действительно, если центральное закрашено, то другие - нет, а потому будет два одинаковых числа в строке или столбце.
- Если два одинаковых числа идут подряд, при том, что в той же строке/столбце есть еще одна ячейка с тем же номером, последняя должна быть закрашенной (иначе имеем две соседние закрашенные).
- Если ячейка находится между двумя одинаковыми числами, она должна быть незакрашенной - иначе обе будут незакрашенными и стоять в одной строке/столбце.
- Когда четыре одинаковых числа стоят в ячейках с одной общей вершиной, то две из них закрашены, а две - нет, причем есть два варианта (или верхний левый и нижний правый закрашены, или наоборот). Если квадрат, образуемый ими, находится в углу сетки, то есть только один вариант, потому что в другом нарушается правило о связности.